# Snap!
Snap! és un llenguatge de programació educatiu lliure, visual i drag-and-drop que s'executa al navegador. Permet als usuaris crear animacions interactives i jocs mentre assoleixen coneixements científics, enginyerils i computacionals. Snap! està inspirat en Scratch, però el seu públic objectiu és tant usuaris principiants com més avançat donat que Snap! inclou i amplia les possibilitats de programació de Scratch. Des de Snap! 4.0, la plataforma ja era totalment per a navegador i ja no requeria instal·lar-hi cap mena de programari en el dispositiu local.
Snap! 4.0 i el seu predecessor BYOB (Build Your Own Blocks) van ser desenvolupats inicialment per Jens Mönig per a Linux, Mac OS X o Windows, i el disseny i la documentació va ser proporcionada per Brian Harvey de la Universitat de Califòrnia a Berkeley. La plataforma ha estat utilitzada en cursos d'introducció a la programació d'estudiants universitaris. El codi de font està sota llicència AGPL i es pot descarregar tant des del web de Snap! com des de GitHub. Existeix també una modificació de Snap!, Snap4Arduino, que conté blocs específics per a interactuar amb plaques Arduino.